# Roxana Lizárraga
Roxana Lizárraga Vera (La Paz, Bolivia; 12 de diciembre de 1973) es una periodista, abogada, locutora de radio, presentadora de televisión y política boliviana que ocupó el alto cargo de Ministra de Comunicación de Bolivia desde el 13 de noviembre de 2019 hasta el 26 de enero de 2020 durante el gobierno de la presidenta Jeanine Áñez Chávez.

## Biografía
Roxana Lizárraga nació un 12 de diciembre de 1973 en la ciudad de La Paz en una familia de clase media. Comenzó sus estudios escolares en 1979, saliendo bachiller de la Unidad Educativa del Ejército (UEE) de su ciudad natal el año 1990. Continuó con sus estudios superiores, ingresando a estudiar la carrera de comunicación social en la Universidad Católica Boliviana San Pablo, titulándose como periodista de profesión. Años después, Lizárraga ingresaria a estudiar también la carrera de derecho en la Universidad Loyola de Bolivia, titulándose también como abogada de profesión.  
Durante su carrera periódistica, Roxana Lizárraga trabajó en varios medios de comunicación, inicialmente como reportera y luego como presentadora de noticias; entre ellos la Red UNO y la Red Unitel. Estuvo también trabajando un tiempo junto al periodista Mario Espinoza. El año 2002, fue distinguida con el Premio Nacional de Periodismo "Huáscar Cajías".
Lizárraga empezaría también a trabajar como locutora de radio junto a la periodista Amalia Pando en su programa de radio "Cabildeo". Tiempo después, Roxana Lizárraga abriría su propio programa de radio denominado"Ahora con Roxana (ACR)".

### Ministra de Comunicación de Bolivia (2019-2020)
El 13 de noviembre de 2019, la Presidenta de Bolivia Jeanine Áñez Chávez posesionó a la periodista paceña Roxana Lizárraga en el cargo de Ministra de Comunicación de Bolivia, en medio de la crisis política boliviana que vivió el país en 2019.
Lizárraga fue una de las ministras más polémicas durante las primeras semanas del Gobierno de Jeanine Áñez, pues a solo apenas 1 día de haber iniciado su cargo como ministra, Roxana Lizarraga lanzaba su famosa frase, dirigida hacia todos los periodistas bolivianos y también a los periodistas extranjeros que se encontraban en Bolivia en ese momento:

"La prensa tiene que tener todas las garantías para trabajar, y aquellos periodistas o pseudo periodistas que estén haciendo sedición, se va a actuar conforme a la ley, porque lo que hacen algunos periodistas que son bolivianos o extranjeros que están causando sedición en nuestro país tienen que responder a la ley boliviana"
Roxana Lizárraga Vera, Ministra de Comunicación de Bolivia (La Paz, Bolivia 14 de noviembre de 2019).

Debido a sus fuertes declaraciones, la ministra Roxana Lizarraga fue muy duramente criticada por diferentes sectores de la prensa nacional e internacional, pues algunos periodistas lo tomaron como una clara amenaza hacia la libertad de expresión y a la ley de imprenta. La Asociación Nacional de la Prensa de Bolivia (ANPB) y la Sociedad Interamericana de Prensa (SIP) pidieron a la ministra Lizárraga más respeto a la libertad de prensa y brindar garantias al ejercicio del trabajo periodístico. Incluso, la Corte Interamericana de Derechos Humanos (CIDH) expreso su alarma por las declaraciones de Roxana Lizárraga. En respuesta, la ministra negó las versiones de que el  Gobierno de Jeanine Áñez estuviera supuestamente llevando a cabo alguna persecución contra los periodistas, en especial los de nacionalidad argentina.

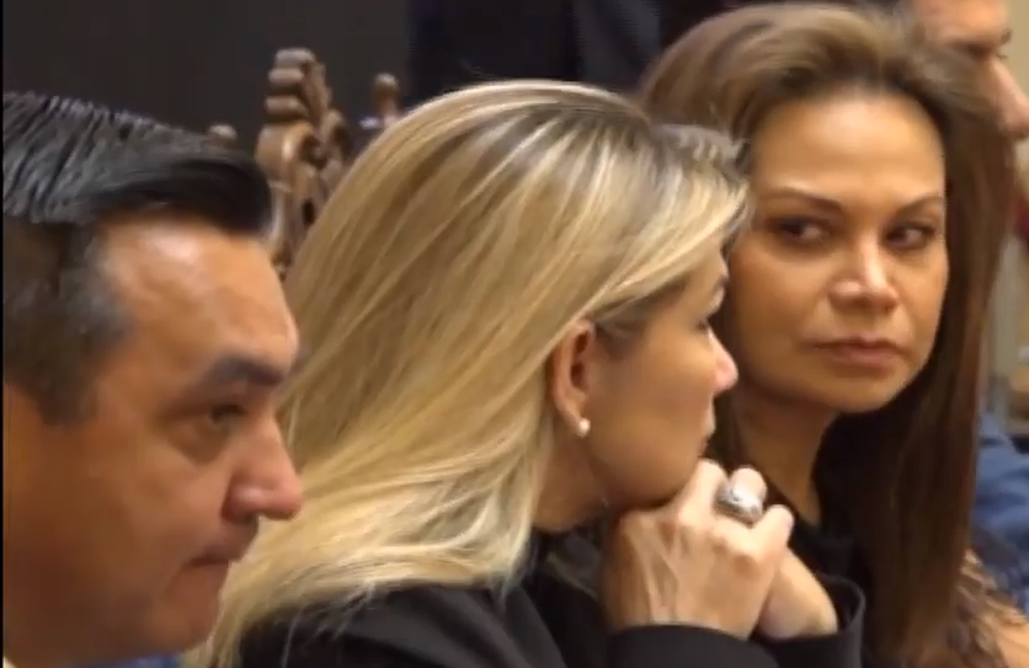
Roxana Lizárraga junto a la sexágesima sexta Presidenta de Bolivia Jeanine Áñez Chávez. Al lado el ministro Yerko Núñez Negrette.

#### Denuncias a exministras
Durante su gestión como ministra, Roxana Lizárraga comenzó a realizar auditorias a 90 procesos de contratación irregular dentro del Ministerio de Comunicación de Bolivia. El 2 de diciembre de 
2019, Roxana Lizárraga presentó una querella penal contra la exministra de comunicación Gisela López Rivas por haber cometido el delito de daño económico al estado por un monto de 12 millones de bolivianos  (1,7 millones de dólares) en el caso de  "Neurona Consulting". Lizárraga denunció también a la exministra de comunicación Amanda Dávila Torres por haber cometido los delitos de uso indebido de bienes del estado, daño económico al estado y uso indebido de influencias, por haber ordenado que la Editorial del Estado imprima material de propaganda electoral (afiches, agendas, almanaques, calendarios, etc) en favor de Evo Morales Ayma durante la campaña electoral en las elecciones presidenciales de 2019, lo cual está prohibido por ley.

#### Guerreros digitales y viáticos
Durante su gestión en el Ministerio de Comunicación, Roxana Lizárraga eliminó los viáticos de viajes al extranjero que el ministerio financiaba a algunos dirigentes masistas durante el gobierno de Evo Morales. Despidió también a varios "guerreros digitales" que mediante las  redes sociales publicitaban y defendían al masismo durante las diferentes campañas electorales (aunque a otros los reubicó en otras áreas del ministerio). A la vez, desmontó el tremendo aparato de propaganda  comunicacional que había logrado instaurar Evo Morales Ayma durante los 14 años que duró el masismo en Bolivia.

#### Radios Comunitarias
Durante su gestión como ministra, Roxana Lizárraga cortó inmediatamente la publicidad estatal a las 94 radios comunitarias campesinas que operaban en todo el país. Esta medida trajo como consecuencia que de las 94 radios que funcionaban hasta antes de la caída del Masismo, alrededor de unas 53 radios tuvieran que cerrar su emisión al aire, debido a la falta de dinero proveniente de la publicidad estatal para pagar salarios a los operadores de radio. Según Lizárraga, estas radios generaban un gasto innecesario para el estado y un despilfarro de los recursos económicos, además de que dichas radios estaban desinformando en idiomas originarios (Aimara y Quechua) a la población de las áreas rurales con informaciones  falsas que solo promovian el levantamiento popular contra la paz social, incurriendo de esa manera en el delito de sedición.

#### Renuncia
El 26 de enero de 2020, Roxana Lizárraga decidió renunciar a su cargo de Ministra de Comunicación de Bolivia. Esta decisión se debió a que Lizárraga no estaba de acuerdo con la candidatura de la presidenta Jeanine Áñez Chávez a las Elecciones generales de 2020 y la acusó de estar incurriendo en las mismas prácticas y acciones del Masismo, traicionando de esa manera a la "generación pititas". Por su parte la presidenta Jeanine Áñez reemplazó a Roxana Lizárraga por la periodista orureña Isabel Fernández Suárez.
Días después Lizarraga denunció ante la opinión pública del país que la presidenta Jeanine Áñez estaba siendo manipulada por su jefe de partido Rubén Costas y su entorno ministerial. Lizárraga acusó también a la presidenta Jeanine Áñez de estar dividiendo y sobornando a los sectores sociales además de estar  prometiendo varios cargos en los ministerios a diferentes organizaciones sociales.

#### Transmisión de candidatura por Bolivia TV
En respuesta a las fuertes acusaciones de Roxana Lizárraga, el Gobierno de Jeanine Áñez a través del Ministro de Justicia de Bolivia Álvaro Coimbra anunció que investigaran a la exministra de comunicación Lizárraga por haber cometido los delitos de incumplimiento de deberes y uso indebido de bienes del estado al haber ordenado que el canal estatal Bolivia TV transmita "en vivo y en directo" la proclamación de la candidatura de la presidenta Jeanine Áñez el 24 de enero de 2020, lo cual está prohibido por ley. A su vez el senador Oscar Ortiz Antelo y el ministro de la Presidencia de Bolivia Yerko Núñez Negrette acusaron directamente a Roxana Lizárraga de haber ordenado transmitir con "malas intenciones" la proclamación de la candidatura de la presidenta Jeanine Añez, con el objetivo de desprestigiarla ante la opinión pública y para que sea criticada por el uso de los recursos del estado en campaña electoral.
Por su parte, el partido político del Movimiento al Socialismo (MAS-IPSP) aplaudió la salida de Roxana Lizarrága del gobierno y la calificó de haber sido nefasta y muy dura con los movimientos sociales afines al masismo. Además, el MAS-IPSP anunció también que iniciaría una demanda penal contra la exministra Roxana Lizárraga por ser la culpable del cierre de las 53 radios comunitarias campesinas cuando estaba al mando del ministerio de comunicación.

#### Unión a la Alianza Creemos
Ante esta situación, Roxana Lizárraga decidió unirse a la Alianza "Creemos", la cual es liderada por los ex cívicos Luis Fernando Camacho y Marco Antonio Pumari, pasando de esa manera a formar parte de sus filas como 
militante. El 3 de febrero de 2019, se conoció ante la opinión pública del país, que Roxana Lizárraga sería candidata al cargo de primera Diputada Plurinominal por el Departamento de La Paz en las Elecciones generales de Bolivia de 2020 representando a la "Alianza Política Creemos".